# George Frederick Root
 (juin 2023).
La mise en forme du texte ne suit pas les recommandations de Wikipédia : il faut le « wikifier ».
Les points d'amélioration suivants sont les cas les plus fréquents. Le détail des points à revoir est peut-être précisé sur la page de discussion.
- Les titres sont pré-formatés par le logiciel. Ils ne sont ni en capitales, ni en gras.
- Le texte ne doit pas être écrit en capitales (les noms de famille non plus), ni en gras, ni en italique, ni en « petit »…
- Le gras n'est utilisé que pour surligner le titre de l'article dans l'introduction, une seule fois.
- L'italique est rarement utilisé : mots en langue étrangère, titres d'œuvres, noms de bateaux, etc.
- Les citations ne sont pas en italique mais en corps de texte normal. Elles sont entourées par des guillemets français : « et ».
- Les listes à puces sont à éviter, des paragraphes rédigés étant largement préférés. Les tableaux sont à réserver à la présentation de données structurées (résultats, etc.).
- Les appels de note de bas de page (petits chiffres en exposant, introduits par l'outil «  Source ») sont à placer entre la fin de phrase et le point final[comme ça].
- Les liens internes (vers d'autres articles de Wikipédia) sont à choisir avec parcimonie. Créez des liens vers des articles approfondissant le sujet. Les termes génériques sans rapport avec le sujet sont à éviter, ainsi que les répétitions de liens vers un même terme.
- Les liens externes sont à placer uniquement dans une section « Liens externes », à la fin de l'article. Ces liens sont à choisir avec parcimonie suivant les règles définies. Si un lien sert de source à l'article, son insertion dans le texte est à faire par les notes de bas de page.
- La présentation des références doit suivre les conventions bibliographiques. Il est recommandé d'utiliser les modèles {{Ouvrage}}, {{Chapitre}}, {{Article}}, {{Lien web}} et/ou {{Bibliographie}}. Le mode d'édition visuel peut mettre en forme automatiquement les références.
- Insérer une infobox (cadre d'informations à droite) n'est pas obligatoire pour parachever la mise en page.

Pour une aide détaillée, merci de consulter Aide:Wikification.
Si vous pensez que ces points ont été résolus, vous pouvez retirer ce bandeau et améliorer la mise en forme d'un autre article.
George Frederick Root  (30 août 1820 - 6 août 1895) né à Sheffield, Massachusetts est un auteur et compositeur de musique de chants religieux, populaires et patriotiques, ces derniers particulièrement célèbres  pendant la Guerre de Sécession américaine. Il a également été l’un des premiers éditeurs et  pédagogues à s’intéresser à la diffusion de l’enseignement musical pour un large public aux États-Unis.

## Biographie
Né dans une famille de huit enfants dont il est l’ainé, ses parents sont musiciens et l’ont nommé en hommage au compositeur britannique d’origine allemande George Frederick Handel. Son père lui apprend à jouer de la flûte mais il ne reçoit aucune éducation formelle jusqu’à l’âge de dix huit ans, quand il décide de quitter la ferme familiale avec l’intention de  se joindre  à un orchestre de Boston  où il étudiera la musique avec A. N. Johnson et George Webb. 
Puis il  travaille pendant un certain temps comme organiste d'église à Boston, et à partir de 1845, il enseigne la musique à l'Institut de New York pour les aveugles . Il prodigue une instruction musicale approfondie, et s'applique à donner des qualifications aux professeurs de musique. C'est là qu'il a rencontré Fanny Crosby, avec laquelle il a composé de cinquante à soixante chansons profanes populaires au rythme et à la mélodie simple parmi lesquelles Hazel Dell, Rosalie the Prairie Flower, There's Music in the Air. Il  choisit d'utiliser le pseudonyme George Wurzel (allemand pour Root) afin de capitaliser sur la popularité des compositeurs allemands durant les années 1850. Il est influencé par  Stephen Foster.
En 1850, il fait un voyage d'études en  Europe, et visite  Vienne, Paris et Londres. À son retour, il  rejoint  la Handel and Haydn Society, et assiste Lowell Mason dans ses cours de musique à l'école publique de Boston ,   plus tard  à Bangor, dans le  Maine,  il a été directeur de l'Association musicale  de Penobscot et a  présidé leur convention de Norembergue en 1856.
Avant la guerre civile , George Frederick Root  avait déjà une  réputation établie en tant que pédagogue et compositeur de musique.
En 1859 Root part rejoindre Root & Cady, la maison d'édition musicale de son frère à Chicago, Illinois.
Mais,  c’est pendant la guerre civile américaine, que ses compositions de chants martiaux tels  Tramp! Tramp!Tramp (The Prisoner's Hope), The Vacant Chair  , (sur des paroles de Henry S. Washburn),  Just before the Battle, Mother, et surtout The Battle Cry of Freedom,  connaissent un grand succès.

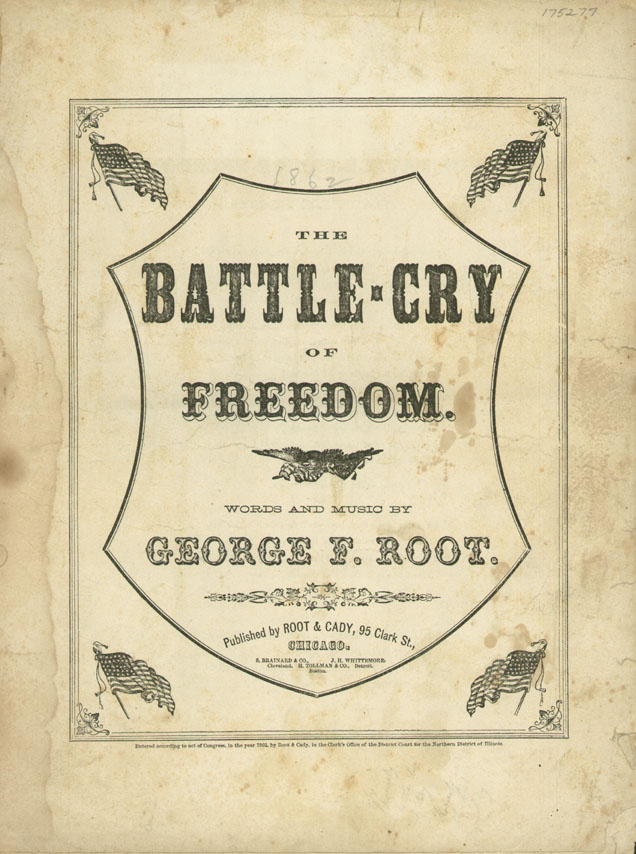
"The Battle-Cry of Freedom", George F. Root

Il fut le compositeur de la première chanson de la guerre, seulement deux jours après le début du conflit et le bombardement de Fort Sumter avec  The First Gun is Fired. Il a composé environ 35 chants de guerre qui ont été joués et chantés par les troupes en marche,  son "Battle Cry of Freedom" est même  connu, en Angleterre et en Irlande où la musique de l'hymne non officiel des nationalistes irlandais entre les années 1870 et 1910 ‘’God Save Ireland’’ est celle  de son ‘’Espoir du prisonnier’’(The Prisoner's Hope).
Son plus grand succès a été The Battle Cry of Freedom, sur des paroles d’Hezekiah Butterworth,  composé en quelques heures après la proclamation du président Lincoln appelant les troupes,  "sorti" en août 1862,  et dont la popularité se répandit rapidement parmi les troupes et la population civile. Le New York Tribune a rapporté le 18 novembre 1862, que les ventes de partitions pour The Battle Cry of Freedom avaient atteint 12.000 exemplaires. Et  deux ans après la guerre,  la maison Root & Cady a déclaré la vente de 350.000 exemplaires de la chanson.
Outre ses chansons populaires, il a également composé des chants évangéliques dans la veine d'Ira Sankey, et édité des volumes de musique chorale pour les écoles de chant, les écoles de catéchisme, les chorales d'église et les instituts de musique. Il a également composé plusieurs cantates sacrées et profanes, y compris les cantates  Haymakers en 1854 connues des deux côtés de l'Atlantique tout au long du XIXe siècle.
Lorsqu’il n’était pas occupé à écrire  ou gérer sa maison d'édition, Root passait  une grande partie  de son temps en voyages d’enseignement allant de ville en ville dans les Instituts de musique du pays. Il a appliqué une version de l'enseignement de Johann Heinrich Pestalozzi et a joué un rôle dans le développement de l'éducation musicale américaine au milieu et à la fin du XIXe siècle. Il était un adepte des enseignements de Emanuel Swedenborg.
Après la guerre, il a été élu en tant que 3e classe (honoraire) dans le Military Order of the Loyal Legion of the United States
Il est mort dans sa résidence d'été de l'île de Bailey dans le Maine, à l'âge de 74 ans.
En 1970, George Frederick Root a été intronisé au "Temple de la renommée" des compositeurs de chansons.